# Cases Jacint Esteva Fontanet
Les cases Jacint Esteva Fontanet són un edifici situat al passeig de Gràcia, 104-108 i al carrer del Rosselló, 263 de Barcelona, catalogat com a bé amb elements d'interès (categoria C) i inclòs a l'Inventari del Patrimoni Arquitectònic de Catalunya.

## Història i descripció
Van ser projectades el 1935 com a reforma i ampliació de tres edificis existents, total en un d'ells i remuntant dos pisos als altres dos. Consta de planta baixa, sis pisos, àtic (aquest darrer enretirat excepte al xamfrà, on hi ha tres finestres d'arc de mig punt i dues fornícules buides entre elles) i sobreàtic, i als pisos hi ha amb austeres finestres quadrangulars que alternen amb tribunes en voladís. El parament està revestit de marbre rosa de Portugal a la planta baixa i de pedra artificial de color beix a la resta. En aquesta obra es plasma la voluntat de l'arquitecte de superar els esquemes noucentistes mitjançant la simplificació de línies i volums.
Fins al 1989, als baixos del xamfrà hi hagué el restaurant La Punyalada, lloc de reunió d'artistes. Actualment, forma part de l'Hotel OMM, situat al carrer del Rosselló, 265-269.